# Dodge Durango
Dodge Durango — позашляховик (SUV), що випускається з 1998 року компанією Dodge (Mopar).

## Перше покоління (1998-2004)

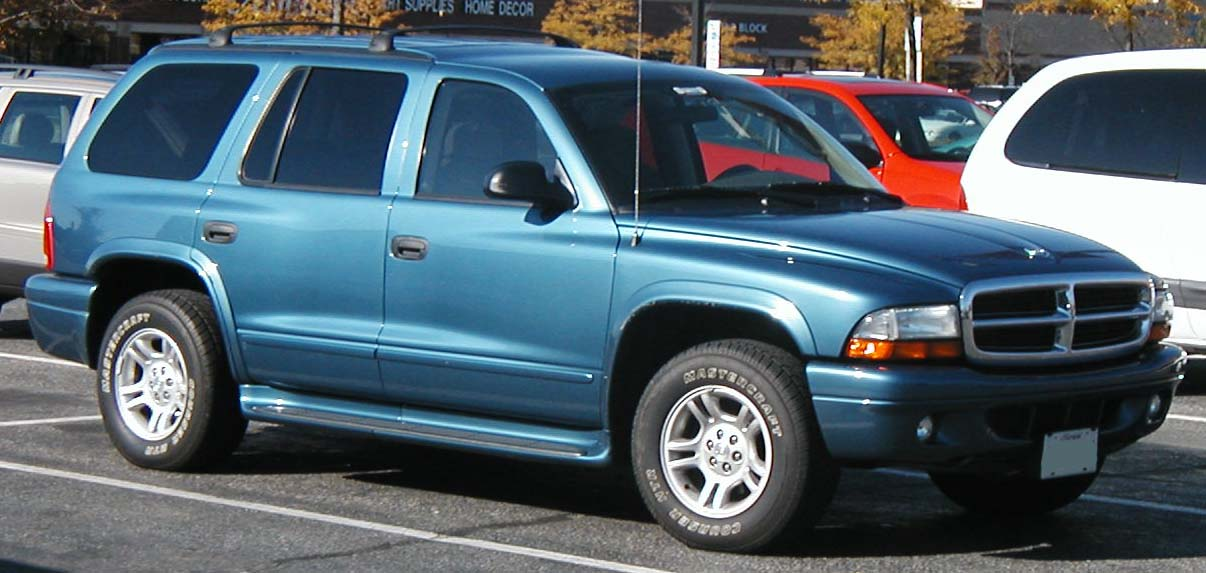
Dodge Durango 1

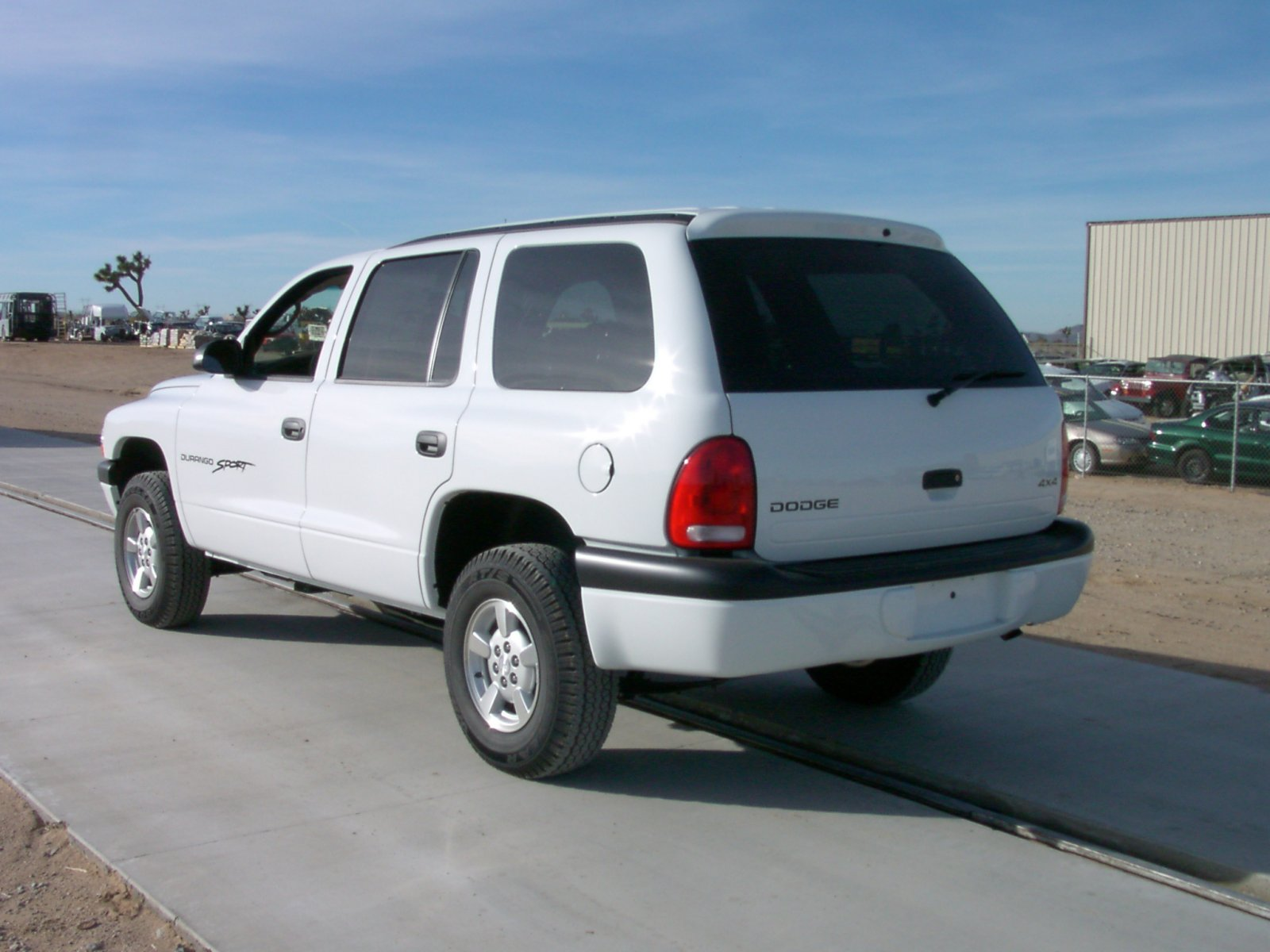
Dodge Durango 1

Перший Dodge Durango побачив світ у 1998 році. Автомобіль створений на основі пікапа Dodge Dakota, від якого була взята східчаста рама. Грізний вигляд підкріплювався чималими розмірами (4910 × 1820 × 1850 мм) і двигунами зі значною назвою Magnum - V6 3.9, V6 4.7, V8 5.2 і V8 5.9 потужністю від 175 до 250 сил. Коробка передач була одна - тільки чотириступінчастий «автомат». Зате існували модифікації із заднім і повним приводом. Випуск машини був припинений в 2004 році, але саме на «перший» Durango припав пік продажів: у 1999 році по США розійшлося понад 189 тисяч таких автомобілів.

### Двигуни
- 3.9 л Magnum V6 175 к.с.
- 4.7 л Magnum V8 235 к.с.
- 5.2 л Magnum V8 230 к.с.
- 5.9 л Magnum V8 245 к.с.
- 5.9 л Magnum V8 250 к.с.
- 5.9 л Supercharged Magnum V8 360 к.с.

## Друге покоління (2004-2009)

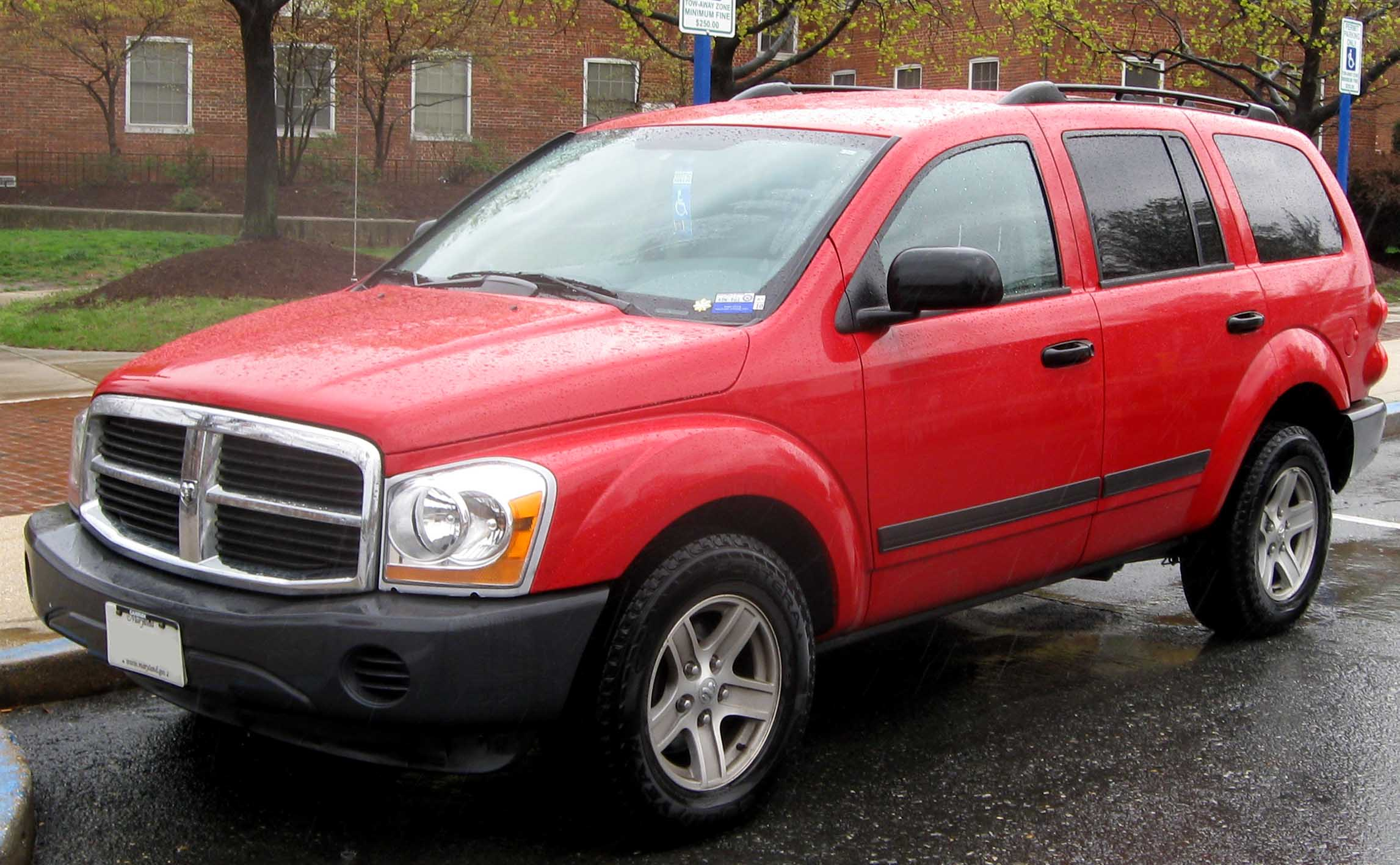
Dodge Durango 2 (2004–2006)

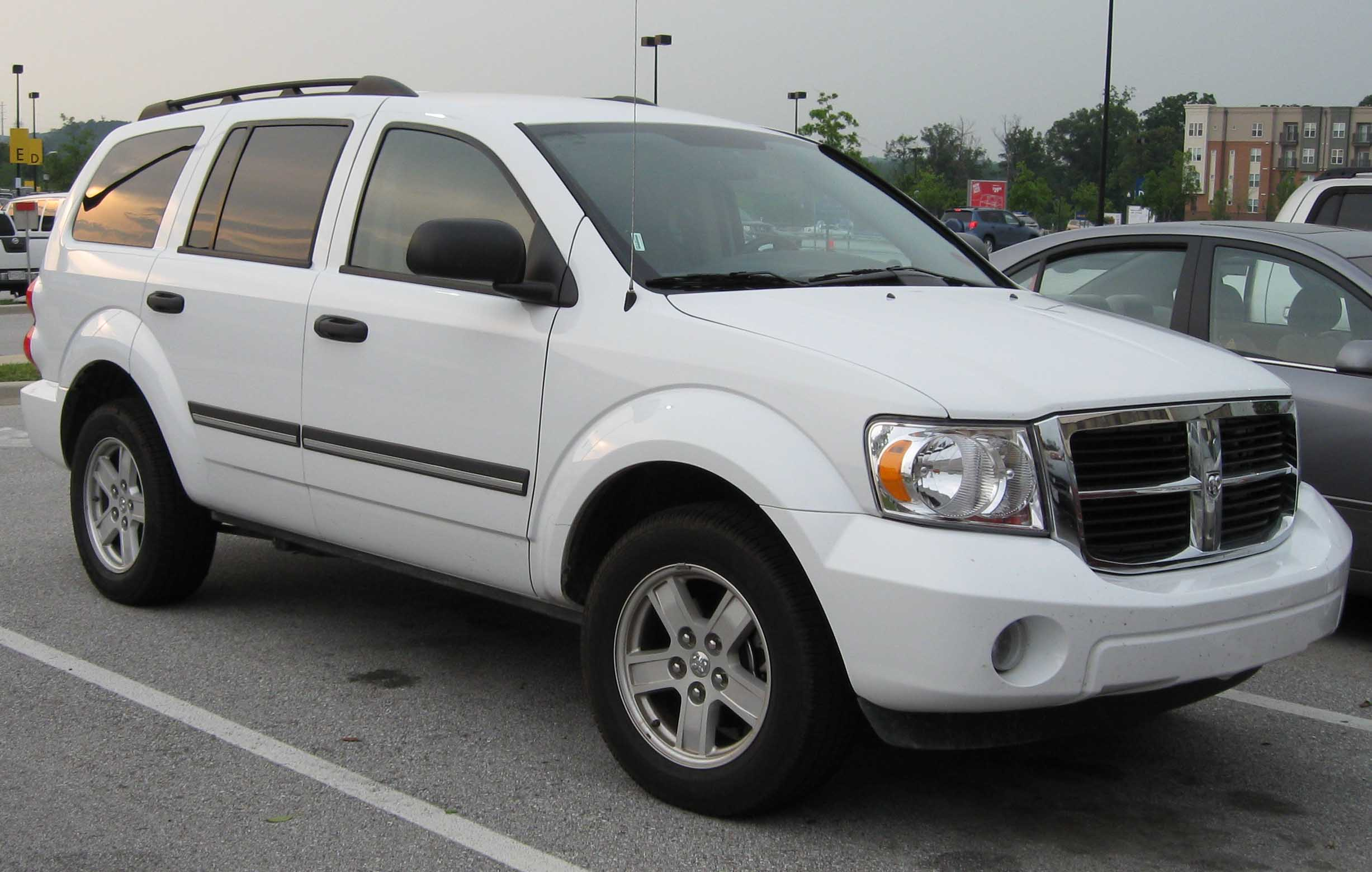
Dodge Durango 2 (2007-2009)

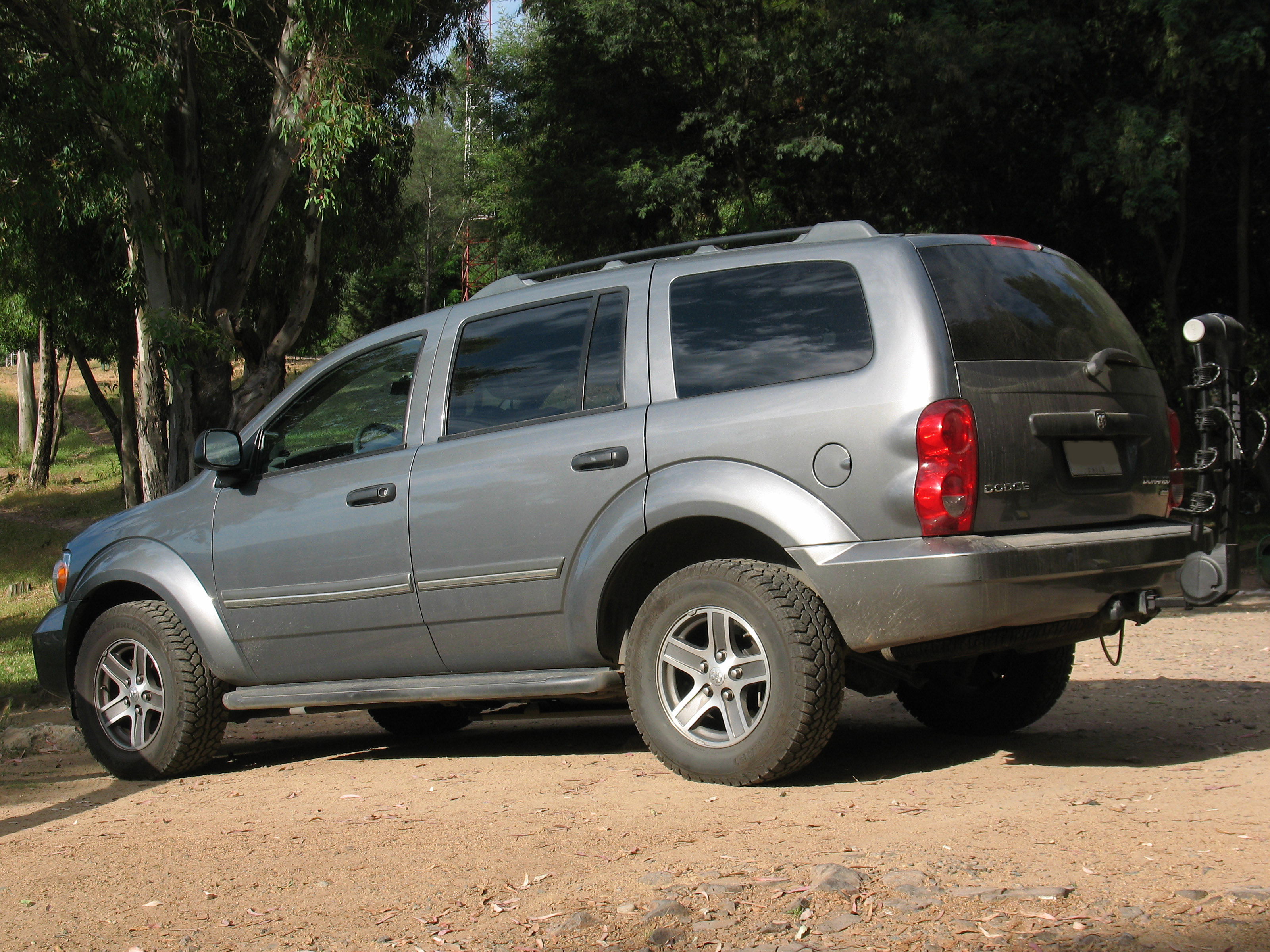
Dodge Durango 2

Машина другої генерації помітно збільшилась: у довжину - до 5100 мм, в ширину - до 1930 мм, у висоту - до 1890 мм. Та й двигуни сімейства PowerTech (V6 3.7 і V8 4.7) і Hemi (V8 5.7) наділили Durango більшою потужністю - від 210 до 335 «коней». Рамна конструкція в даному поколінні залишилась.
У 2007 році автомобіль модернізували.
А навесні 2008 року в гамі модифікацій з'явився гібридний Dodge Durango з двигуном Hemi V8, який був на 40% економічніший бензинового аналога в місті.
Останній автомобіль другого покоління зійшов з конвеєра заводу Newark Assembly в 2009 році. Всього було випущено 443 637 машин.

### Двигуни
- 3.7 л Magnum V6 210 к.с.
- 4.7 л Magnum V8 235 к.с.
- 4.7 л Corsair V8 303 к.с.
- 5.7 л Hemi V8 335 к.с.
- 5.7 л Hemi V8 376 к.с.
- 5.7 л Hemi V8 (Hybrid) 399 к.с.

### Chrysler Aspen

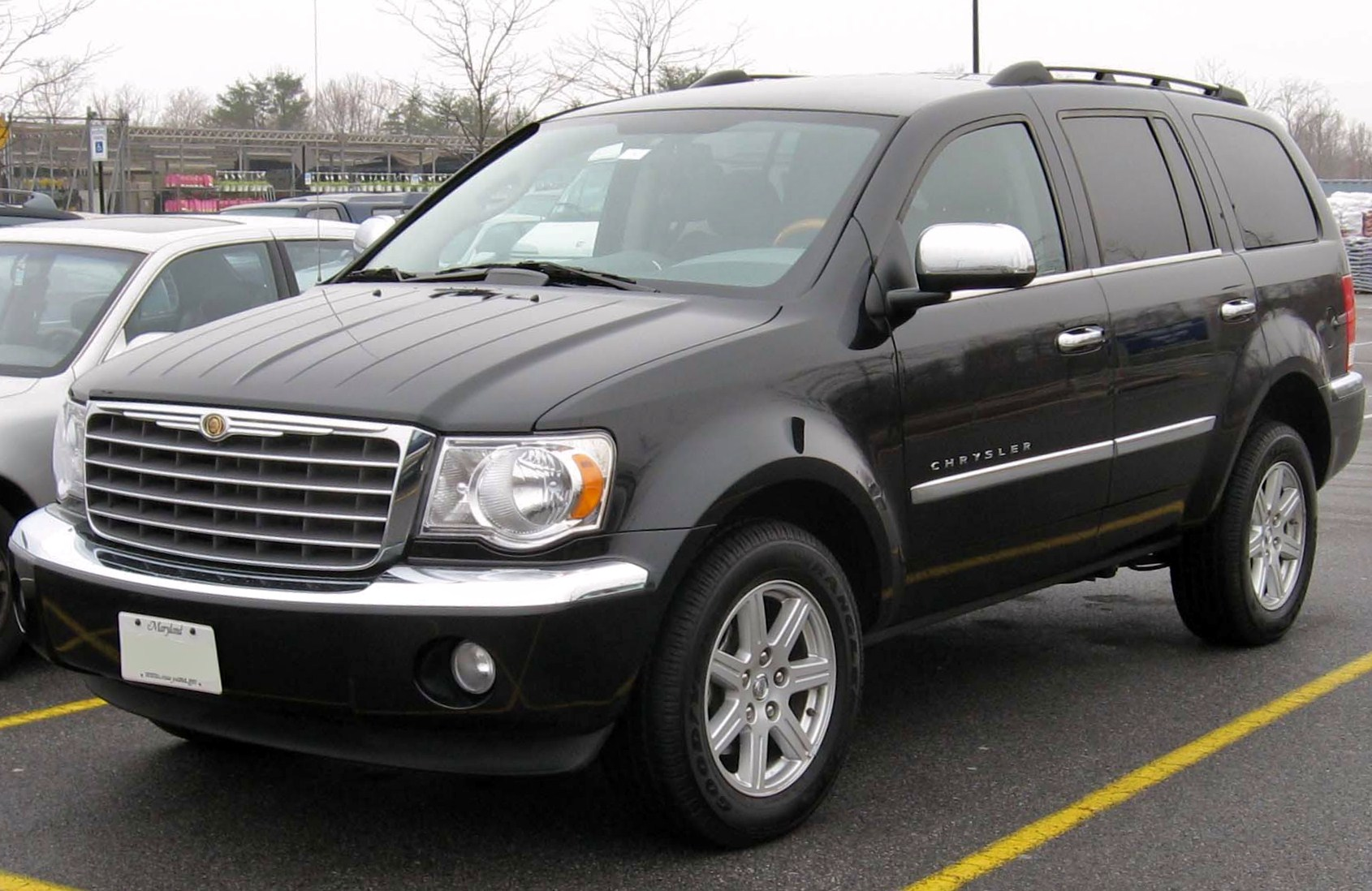
Chrysler Aspen (2007-2009)

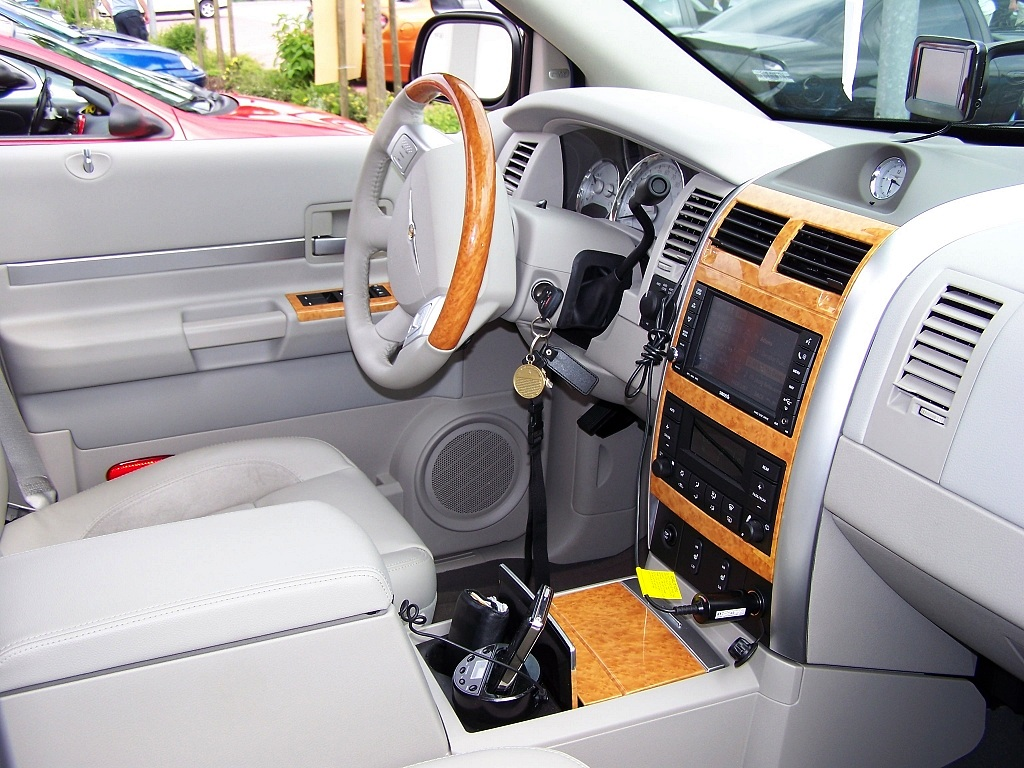

З 2007 по 2009 рік виготовлялась люксова версія Dodge Durango під назвою Chrysler Aspen зі зміненою зовнішістю і двигунами PowerTech V8 4.7 л і Hemi V8 5.7 л.
Позашляховик Aspen пропонує просторий, вишуканий салон, три ряди якого вміщують до вісьмох пасажирів. Сидіння третього ряду придатні для посадки дорослих пасажирів, потрапити туди легко. При всіх зайнятих сидіннях, об’єм багажного відділення складає 0.56 м3. Обидва задніх ряди сидінь складаються майже у рівень з підлогою, збільшуючи вантажний простір до 2.89 м3. 
Позашляховик Chrysler Aspen доступний у двох комплектаціях. Обидві версії пропонуються з приводом на два та чотири колеса. До переліку базового оснащення версії Aspen Limited E входять: 4.7-літровий V8, електронна система динамічної стабільності, підсвітка салону, брудовідштовхуюча обшивка, водійське сидіння з електроприводом, динамічний другий ряд сидінь, складний, у співвідношенні 60/40, третій ряд, AM/FM стерео з CD, подушки завіси, рейлінги  даху та 18-дюймові диски коліс. Версія J Package постачається з HEMI V8, 20-дюймовими дисками коліс, аудіосистемою Premium з 20-дюймовим сабвуфером, передніми сидіннями з електроприводом та підігрівом, функцією дистанційного відкривання дверцят багажного відділення, супутниковим радіо SIRIUS та функцією автономного контролю температури. До переліку опцій належать: система навігації, супутникове радіо SIRIUS та розважальна DVD система для задніх сидінь.

## Третє покоління (з 2010- )

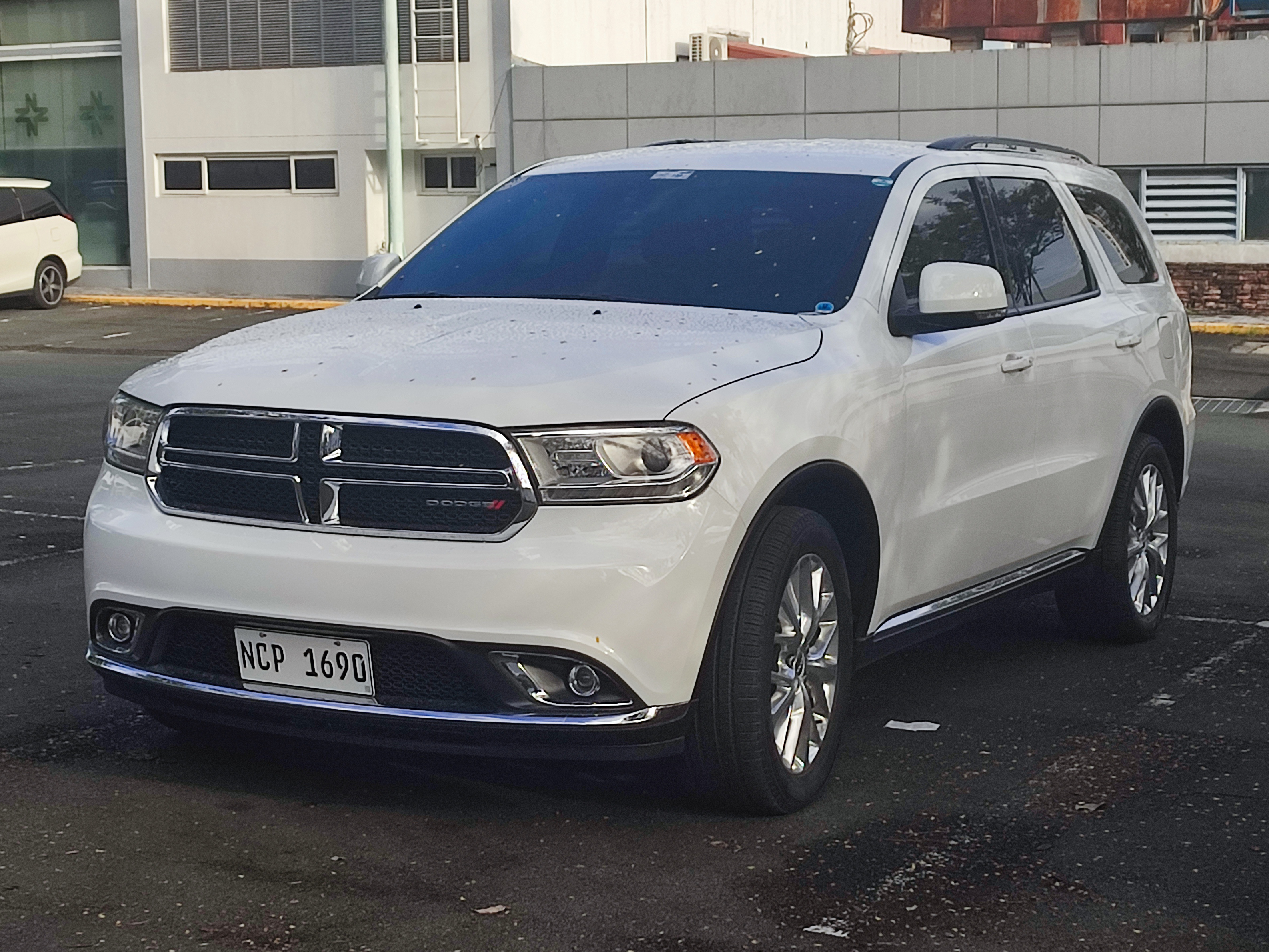
Dodge Durango 3 (2014-2020)

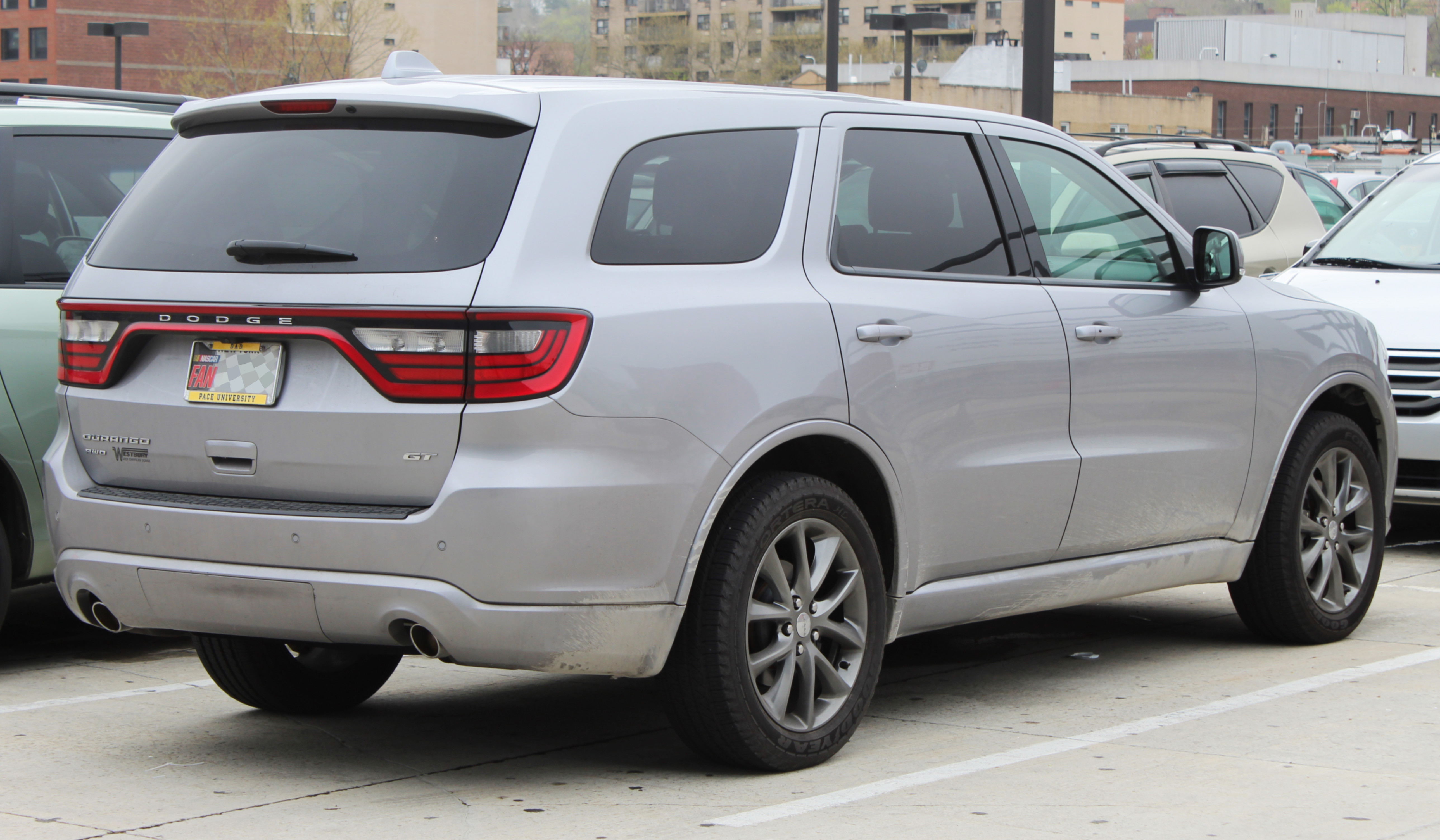

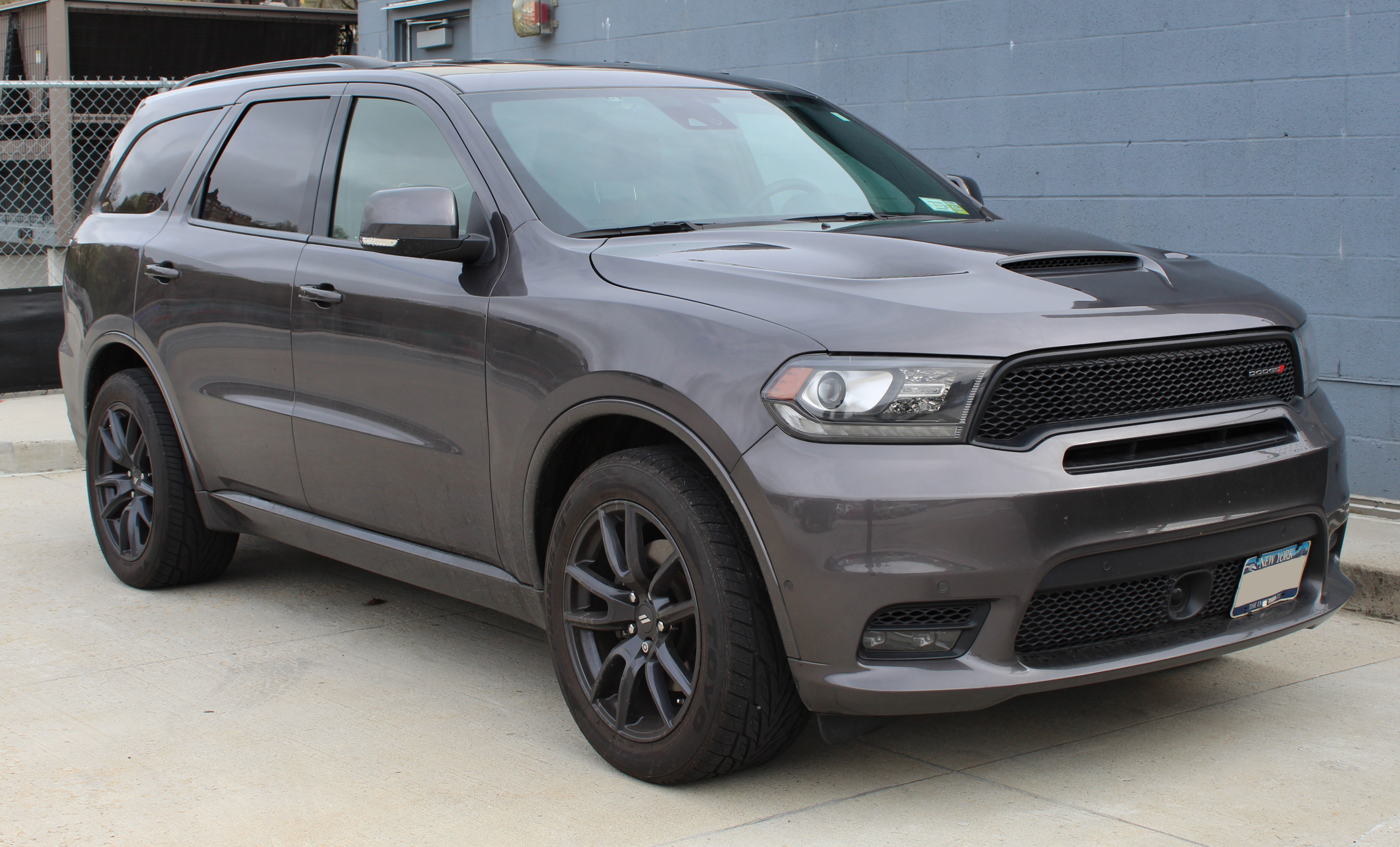
Dodge Durango R/T 5.7L Hemi (2018-2020)

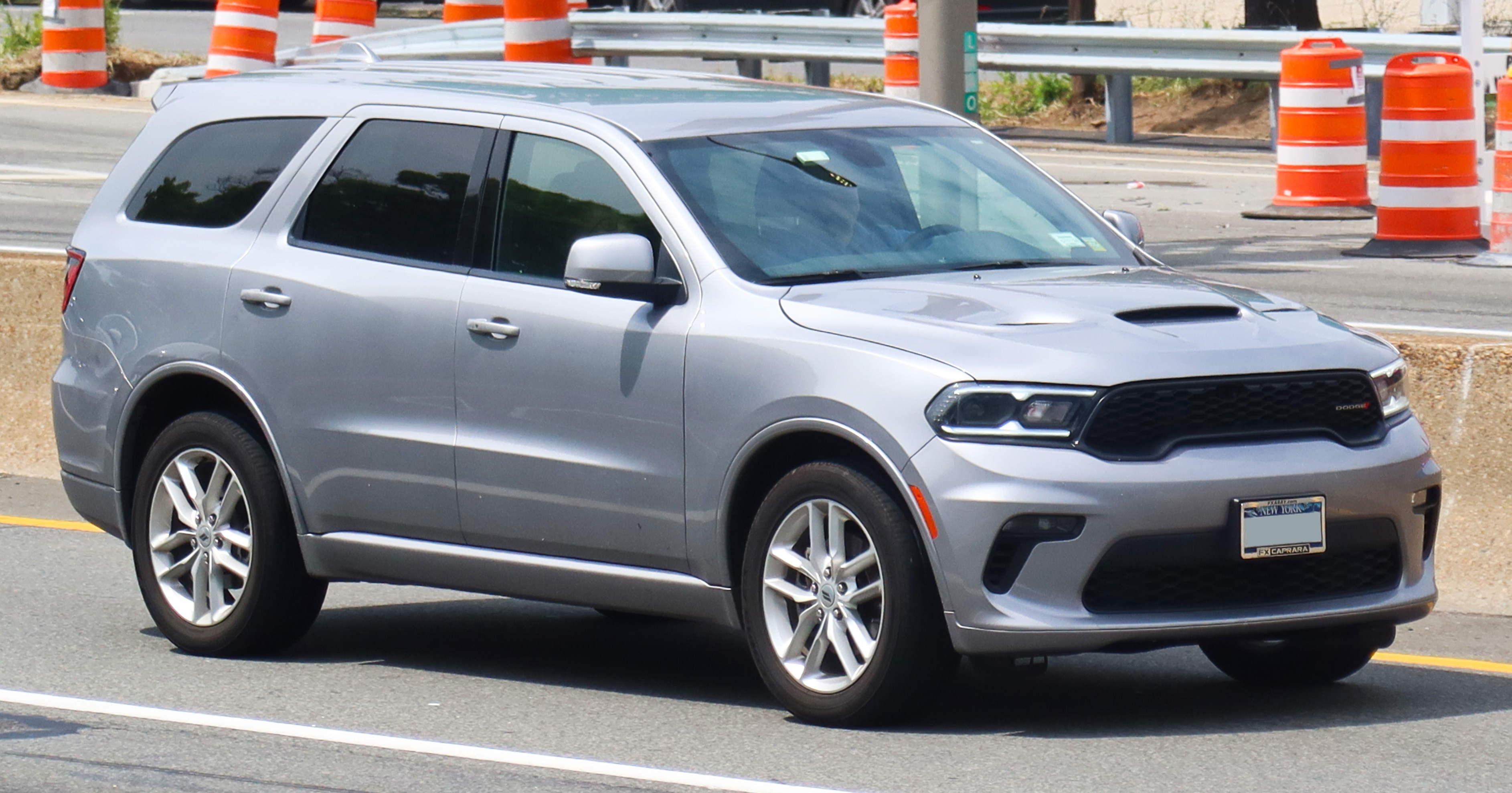
Dodge Durango GT (з 2020)

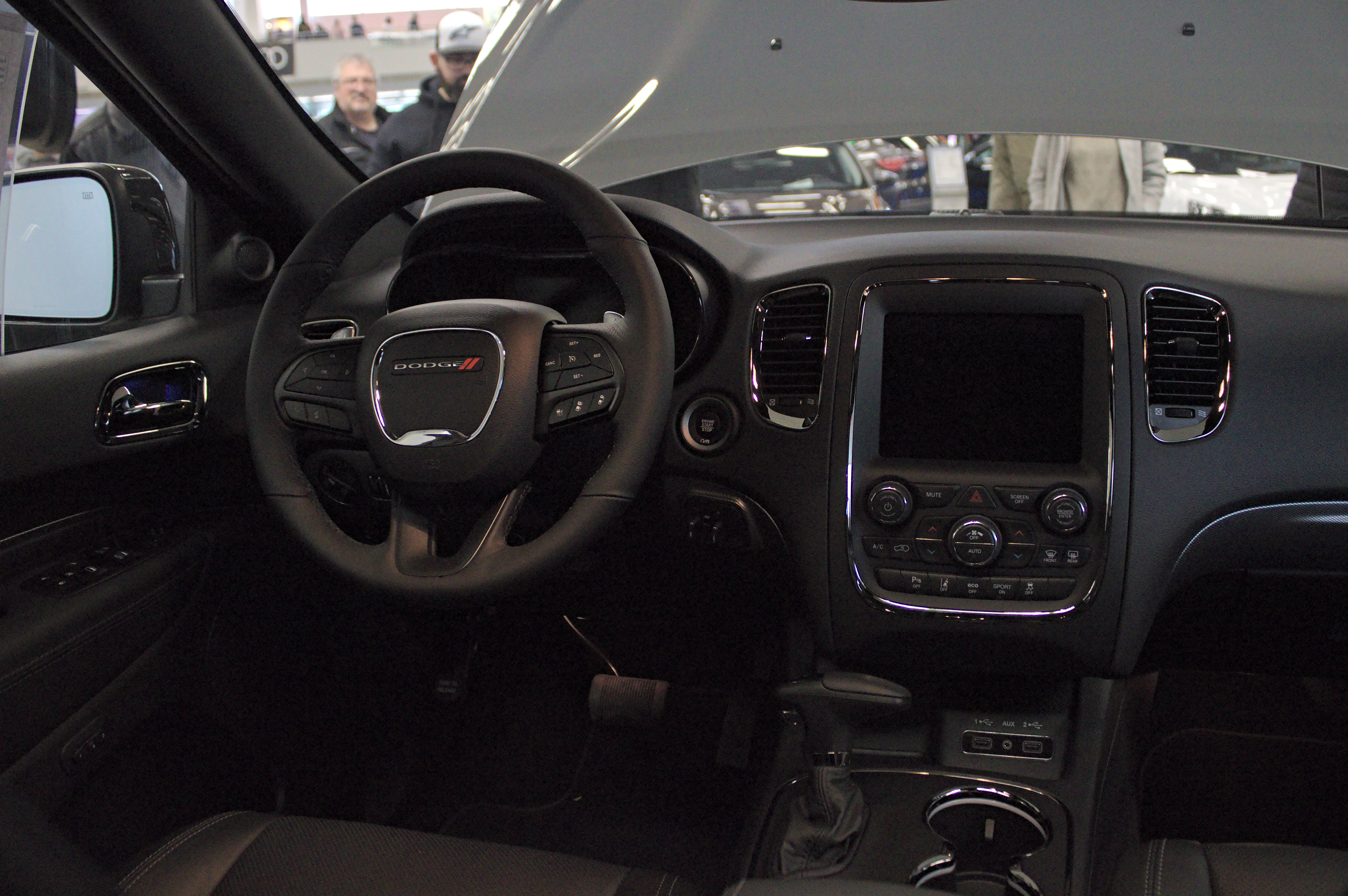

Побудований на платформі Jeep Grand Cherokee 2011 модельного року. Автомобіль отримав несучий кузов і повністю незалежну підвіску всіх коліс. Застарілі двигуни PowerTech замінив новий Pentastar об'ємом 3,6 л потужністю 287 к.с., а у двигуна 5,7 л Hemi VVT V8 364 к.с. покращено економічність.
В 2014 році автомобіль модернізували, змінивши зовнішній вигляд і оснащення.
У 2016 році для поліпшення економічності, даний позашляховик був оснащений системою старт/стоп. Інформаційно-розважальна система «Uconnect» стала більш функціональною. А модель «Sport» була спеціально розроблена для підвищення динамічності управління.
З кінця 2017 року Durango доступний у версії SRT. На автомобіль ставлять 6,4-літровий бензиновий двигун Hemi V8 потужністю 481 к.с.
У 2020 році Dodge Durango в стандартній комплектації оснащений V6 двигуном на 292 кінських сили. Його витрата пального 11.2 л/100 км у змішаному циклі, з повним приводом - 11.7 л/100 км. У версії Durango R/T  V8 5.7-літровий силовий агрегат на 360 к.с. Двигун витрачає 13.0 л/100 км у середньому. Durango SRT має 6.4-літровий V8 двигун на 475 к.с. Його витрата палива - 15.2 л/100 км у змішаному циклі. Компонуються усі силові агрегати восьмиступінчастою автоматичною коробкою передач.
Dodge оновив зовнішній вигляд Durango для 2021 модельного року. Позашляховик отримав нову оптику, радіаторну решітку та бампер. Дизайнери також змінили інтер'єр: компоновку приладової панелі та розміри дисплеїв інформаційно-розважальних систем.  
Топова комплектація Додж Дюранго тепер доступна з додатковим пакетом Tow N Go, який збільшує буксирувальні можливості та додає колеса більшого діаметру. Максимальна буксирувальна можливість Durango 2023 року складає 3946 кг.  

### SRT Hellcat
3 липня 2020 року представлена версія Dodge Durango SRT Hellcat з двигуном 6.2 V8, потужністю 720 к.с. і крутним моментом 875 Нм. Розгін від 0 до 100 км/год займає 3.5 с, а максимальна швидкість 290 км/год. 
З 2022 року Dodge припиняє випуск потужної моделі Durango SRT Hellcat.

### Двигуни
- 3.6 л Pentastar V6 290 к.с. 350 Нм
- 5.7 л R/T Hemi V8 364 к.с. 530 Нм
- 6.4 л SRT Hemi V8 481 к.с. 637 Нм
- 6.2 л SRT Hellcat Hemi V8 720 к.с. 875 Нм

## Продажі

### Dodge Durango
| рік    | США       | Канада | Мексика | Європа |
| ------ | --------- | ------ | ------- | ------ |
| 1997   | 20,263    |        |         |        |
| 1998   | 156,923   |        |         |        |
| 1999   | 189,840   |        |         |        |
| 2000   | 173,567   |        |         | 197    |
| 2001   | 130,799   |        |         | 94     |
| 2002   | 106,925   |        |         | 53     |
| 2003   | 108,010   |        |         | 32     |
| 2004   | 137,148   | 6,394  |         |        |
| 2005   | 115,439   | 4,310  | 3,831   |        |
| 2006   | 70,606    | 3,836  | 3,480   |        |
| 2007   | 45,503    | 1,634  | 2,880   |        |
| 2008   | 21,420    | 1,115  | 2,074   |        |
| 2009   | 3,521     | 97     | 582     |        |
| 2010   | 572       | 6      | 2       |        |
| 2011   | 51,697    | 2,549  | 1,345   | 84     |
| 2012   | 42,589    | 2,398  | 1,361   | 346    |
| 2013   | 60,727    | 2,045  | 1,128   | 258    |
| 2014   | 64,398    | 2,977  | 1,151   | 492    |
| 2015   | 64,186    | 3,659  | 1,185   | 210    |
| 2016   | 68,474    | 6,266  | 827     | 171    |
| 2017   | 68,761    | 6,505  | 370     | 212    |
| 2018   | 65,947    | 6,951  | 352     | 563    |
| 2019   | 67,599    | 9,220  | 291     | 616    |
| 2020   | 57,828    | 5,668  | 360     |        |
| 2021   | 65,936    | 5,764  | 607     |        |
| всього | 1,946,306 | 68,909 | 21,190  | 3,328  |
| разом  | 2,039,733 |        |         |        |

### Chrysler Aspen
| рік    | США    | Мексика |
| ------ | ------ | ------- |
| 2006   | 7,656  | 256     |
| 2007   | 28,788 | 982     |
| 2008   | 22,254 | 772     |
| 2009   | 5,996  | 245     |
| 2010   | 30     | 4       |
| всього | 64,724 | 2,259   |
| разом  | 66,983 |         |

## Зноски
1. 1 2  Новый Dodge Durango встанет на сборочную линию в конце года [Архівовано 14 січня 2012 у Wayback Machine.] 06.09.2010
2. ↑  Як ми тестували Dodge Durango 2023 року. Automoto.ua. AutoMoto.ua (укр.). Процитовано 21 серпня 2023.
3. ↑  Record Sales Year for DaimlerChrysler's Dodge, Jeep, Chrysler And Plymouth Brands. theautochannel.com.
4. ↑  1998 Sales of SUVs. wagoneers.com. Архів оригіналу за 1 червня 2001. This information from the September 1999 issue of Four Wheeler magazine, page 18. [Архівовано 2001-06-01 у Wayback Machine.]
5. ↑  Chrysler Group Announces Year-End and December Sales. Theautochannel.com. Процитовано 28 квітня 2009.
6. ↑  Demandt, Bart (2 червня 2014). Dodge Durango European sales figures.
7. ↑  Chrysler Group Reports U.S. December Sales. Theautochannel.com. Процитовано 28 квітня 2009.
8. ↑  Chrysler Group Reports December 2003 Sales Increase of 2 Percent. Theautochannel.com. 17 листопада 2004. Процитовано 28 квітня 2009.
9. 1 2 3 4  Dodge Durango Sales Figures. goodcarbadcar.net. 1 січня 2011. Процитовано 12 листопада 2014.
10. ↑  Chrysler Group 2005 U.S. Sales Rise 5 Percent, Highest Since 2000; December Sales Decline In Line with Overall Industry. Prnewswire.com. Архів оригіналу за 5 червня 2009. Процитовано 28 квітня 2009.
11. 1 2  Registro administrativo de la industria automotriz de vehículos ligeros. www.inegi.org.mx.
12. ↑  Total Chrysler LLC December 2007 Sales Up 1 Percent on the Strength of Retail; Demand... Reuters. 3 січня 2008. Архів оригіналу за 3 лютого 2009. Процитовано 28 квітня 2009.
13. ↑  Chrysler Group LLC Reports December 2009 U.S. Sales. CheersandGears.com. Процитовано 5 січня 2010.
14. ↑  Chrysler Group LLC Reports December 2010 U.S. Sales. CheersandGears.com. Процитовано 4 січня 2011.
15. ↑  Chrysler sales shoot up 37% (26% for 2011). allpar.com. Архів оригіналу за 10 січня 2012. Процитовано 4 січня 2012.
16. ↑  Chrysler Group LLC Reports December 2012 U.S. Sales Increased 10 Percent (Пресреліз). Chrysler Group. 3 січня 2013. Процитовано 2 лютого 2016.
17. ↑  Chrysler Group LLC Reports December 2013 U.S. Sales Increased 6 Percent – Best December Sales in Six Years; Full-Year Sales Up 9 Percent – Strongest Annual Sales Since 2007 (Пресреліз). Chrysler Group. 3 січня 2014. Процитовано 2 лютого 2016.
18. ↑  FCA US (5 січня 2015). FCA US LLC Reports December 2014 U.S. Sales Increased 20 Percent... prnewswire.com. Процитовано 2 лютого 2016.
19. ↑  Dodge Durango Sales Figures. www.goodcarbadcar.net. Процитовано 9 лютого 2016.
20. ↑  Dodge Durango Sales Numbers, Figures, Results. Fiat Chrysler Authority (амер.). Архів оригіналу за 3 січня 2017. Процитовано 3 січня 2017. [Архівовано 2017-01-03 у Wayback Machine.]
21. ↑  Good Car Bad Car (dodge-durango-sales-figures)
22. ↑  Stellantis Media - FCA US Reports 2018 December and Full-Year Sales.
23. ↑  Stellantis Media - FCA Canada Reports December and Full Year Sales Record for Jeep® Wrangler.
24. ↑  Stellantis Media - FCA US Reports Fourth-quarter and Full-year 2019 Sales.
25. ↑  Stellantis Media - FCA Canada Reports Fourth-quarter and Full-year Sales.
26. ↑  https://www.goodcarbadcar.net/dodge-durango-sales-figures/ Good Car Bad Car (Dodge Durango Sales)}
27. ↑  García, Gerardo (8 січня 2022). Los 379 autos más vendidos de México en 2021: la lista completa del ranking de ventas. Motorpasión México.
28. ↑  Chrysler Aspen Sales Figures. goodcarbadcar.net. 29 квітня 2013. Процитовано 12 листопада 2014.
29. ↑  Total Chrysler LLC December 2007 Sales Up 1 Percent on the Strength of Retail. CheersandGears.com. 3 січня 2008. Процитовано 5 січня 2009.
30. ↑  December 2008 Sales: Chrysler LLC. CheersandGears.com. 5 січня 2009. Процитовано 5 січня 2009.
31. ↑  Chrysler Group LLC December 2009 Sales. CheersandGears.com. 5 січня 2010. Процитовано 5 січня 2010.
32. ↑  Chrysler Sales End The Year Up 17% - December Sales Rose 16%. Autospies.com. Процитовано 3 лютого 2016.